# Musée de la Mine et de la Potasse

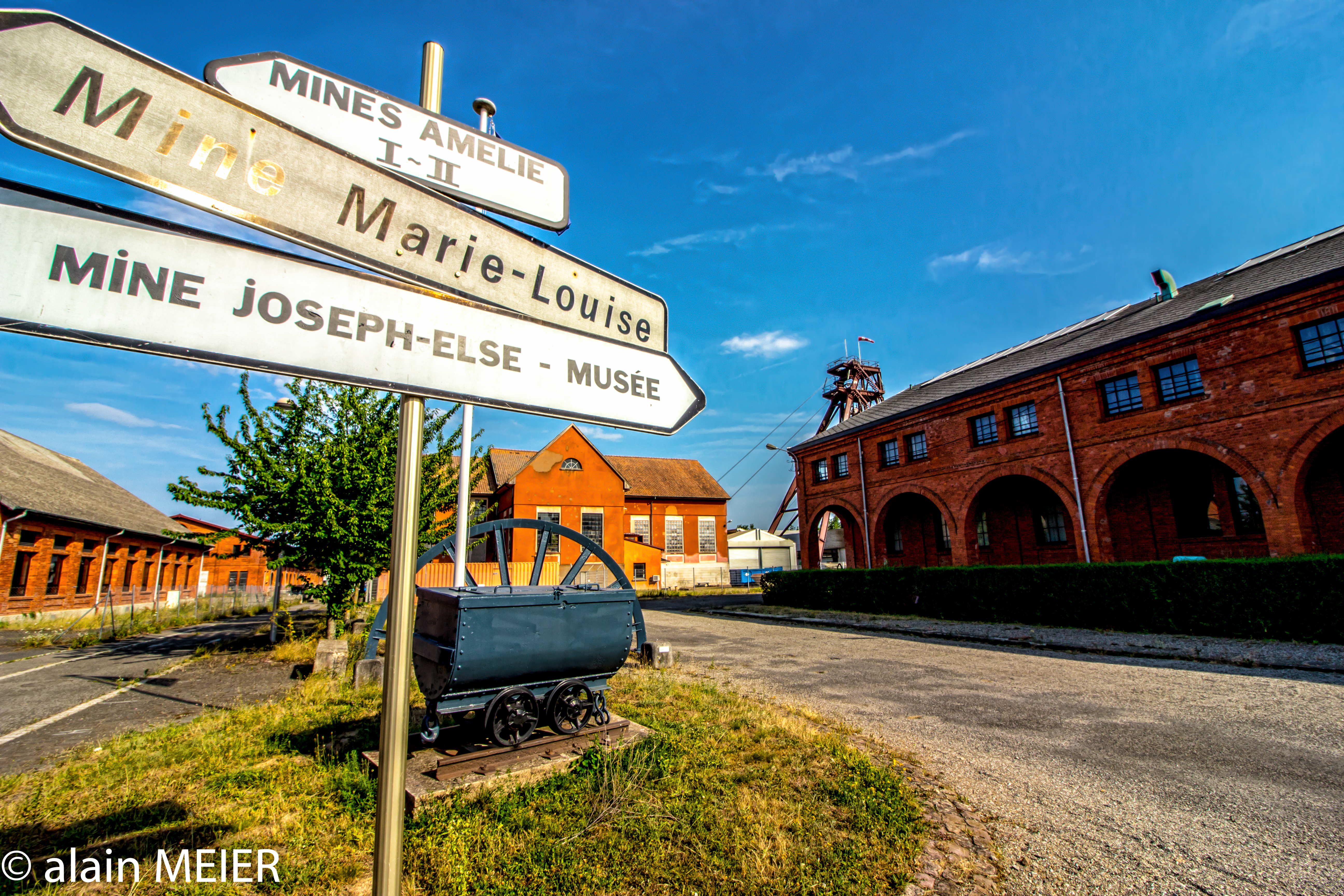
Wegweiser, 2018

Das Musée de la Mine et de la Potasse befindet sich in Wittelsheim, Elsass, in der ehemaligen Umkleide des Bergwerks Joseph Else, das zum Kalirevier im Elsass zählte. Zur Ausstellung zählt die Nachbildung einer Krankenstation und eine mineralogische Sammlung der Mines de Potasse d'Alsace (MDPA).